# Discografia lui Michel Teló
Discografia muzicianului brazilian Michel Teló se compune dintr-un album de studio, paisprezece discuri single și nouă videoclipuri.
A debutat în anul 2008 cu albumul Balada Sertaneja lansat de casa de discuri Som Livre. Acesta nu a intrat în clasamente și nu există date privind numărul de exemplare vândute. Cu toate acestea, primele sale două piese, „Hey, Sh! League Kiss Me”, în colaborare cu João Bosco & Vinícius și Amanhã Sei Lá s-au clasat pe locurile 61, respectiv 68 în clasamentul Brazil Hot 100 Airplay.
În 2010, Teló a lansat primul în Brazilia album live, sub denumirea de Michel Teló - Ao Vivo, urmând ca în anul următor să fie distribuit la nivel mondial. Trei piese, Se Intrometeu, Fugidinha și Larga De Bobeira, s-au clasat în top 30 piese din Brazil Hot 100 Airplay.
Pe 18 decembrie 2011 a lansat al doilea album live, Na Balada, promovat în 2012 la nivel mondial. A fost albumul care l-a făcut cunoscut în întreaga lume, fiind certificat cu disc de platină în Portugalia, Franța, Belgia și Elveția. Ai Se Eu Te Pego a fost prima piesă a lui Michel care s-a clasat pe primul loc în Brazil Hot 100 Airplay, reușind să ocupe aceeași poziție și în Olanda, Spania, Italia, Elveția, Germania, Austria, Franța și Belgia, primind de la cea din urmă un disc de platină, triplu disc de platină din Italia, patru discuri de platină în Spania și șapte în Elveția. În Germania, Ai Se Eu Te Pego s-a vândut în mai mult de 900.000 de copii, devenind al patrulea cel mai bine vândut cântec din țară. În cariera sa, a câștigat în total 3 discuri de aur, și 29 de platină. În Statele Unite și Canada a atins pozițiile 81 respectiv 27, fiind doar al doilea cântec portughez care a intrat în Billboard Hot 100. „Humilde Residência” și „Eu Te Amo e Open Bar” au intrat de asemenea în Hot 100 Airplay. 
În august 2012 a lansat piesele „Bara Bara Bere Berê” în Europa și „É Nóis Fazê Parapapá” în colaborare cu formația Sorriso Maroto în țara natală. Prima s-a regăsit în clasamentele din Spania, Austria, Germania și Olanda, fiind certificată cu disc de aur de FIMI. Ultima a atins poziția a treia în Brazilia, iar videoclipul ei a fost vizualizat de 2,8 milioane de oameni, după numai 2 zile de la lansarea acesteia.
În mai 2013 a lansat un nou album live compus din cântece care nu s-au regăsit în albumele anterioare.

## Albume

### Album studio
| An   | Detaliile albumului                             |
| ---- | ----------------------------------------------- |
| 2009 | Balada Sertaneja - Vânzări în Brazilia: 150.000 |

### Albume live
| An   | Detaliile albumului                                      | Poziții în topuri | Poziții în topuri | Poziții în topuri | Poziții în topuri | Poziții în topuri | Poziții în topuri | Poziții în topuri | Poziții în topuri | Poziții în topuri | Poziții în topuri | Premii                                           |
| An   | Detaliile albumului                                      | AUT               | GER               | BRA               | SPA               | FRA               | ITA               | HOL               | POR               | POL               | ELV               | Premii                                           |
| ---- | -------------------------------------------------------- | ----------------- | ----------------- | ----------------- | ----------------- | ----------------- | ----------------- | ----------------- | ----------------- | ----------------- | ----------------- | ------------------------------------------------ |
| 2010 | Michel Teló - Ao Vivo - Formate: CD, descărcare digitală | —                 | —                 | —                 | —                 | —                 | —                 | —                 | —                 | —                 | —                 | - Brazilia - 100.000                             |
| 2011 | Michel - Na Balada - Formate: CD, descărcare digitală    | 6                 | 11                | 2                 | 10                | 3                 | 53                | 13                | 2                 | 6                 | 2                 | - 1.500.000 - Franța - 104.200 - FRA:×1 - SUI:×1 |
| 2013 | Sunset - Formate: CD, descărcare digitală                | —                 | —                 | —                 | —                 | —                 | —                 | —                 | —                 | —                 | —                 |                                                  |

Legendă
- - aur;
- - platină.

### Albume video
| An   | Titlu                                                 | Poziții în topuri |
| An   | Titlu                                                 | POR               |
| ---- | ----------------------------------------------------- | ----------------- |
| 2010 | Michel Teló - Ao Vivo - Formate: CD, download digital | —                 |
| 2011 | Michel - Na Balada - Formate: CD, download digital    | 3                 |

## Discuri single
| An                                                                                   | Titlu                                    | Poziție în topuri | Poziție în topuri | Poziție în topuri | Poziție în topuri | Poziție în topuri | Poziție în topuri | Poziție în topuri | Poziție în topuri | Poziție în topuri | Poziție în topuri | Poziție în topuri | Premii                                                                           | Album                 |
| An                                                                                   | Titlu                                    | ger               | AUT               | BRA               | CAN               | SPA               | EUA               | FRA               | HOL               | ITA               | POR               | ELV               | Premii                                                                           | Album                 |
| ------------------------------------------------------------------------------------ | ---------------------------------------- | ----------------- | ----------------- | ----------------- | ----------------- | ----------------- | ----------------- | ----------------- | ----------------- | ----------------- | ----------------- | ----------------- | -------------------------------------------------------------------------------- | --------------------- |
| 2009                                                                                 | „Ei, Psiu! Beijo Me Liga”                | —                 | —                 | 61                | —                 | —                 | —                 | —                 | —                 | —                 | —                 | —                 |                                                                                  | Balada Sertaneja      |
| 2010                                                                                 | „Amanhã Sei Lá”                          | —                 | —                 | 51                | —                 | —                 | —                 | —                 | —                 | —                 | —                 | —                 |                                                                                  | Balada Sertaneja      |
| 2010                                                                                 | „Fugidinha”                              | —                 | —                 | 2                 | —                 | —                 | —                 | —                 | —                 | —                 | 10                | —                 |                                                                                  | Michel Teló - Ao Vivo |
| 2011                                                                                 | „Se Intrometeu”                          | —                 | —                 | 19                | —                 | —                 | —                 | —                 | —                 | —                 | —                 | —                 |                                                                                  | Michel Teló - Ao Vivo |
| 2011                                                                                 | „Larga De Bobeira”                       | —                 | —                 | 24                | —                 | —                 | —                 | —                 | —                 | —                 | —                 | —                 |                                                                                  | Michel Teló - Ao Vivo |
| 2011                                                                                 | „Ai Se Eu Te Pego”                       | 1                 | 1                 | 1                 | 27                | 1                 | 81                | 1                 | 1                 | 1                 | 1                 | 1                 | - SPA:×4 - BEL:× 2 - ITA:× 3 - ELV: ×6 - GER:×4 - DIN:× 2 ×1 - MEX:× 3 - SUE:× 5 | Na Balada             |
| 2011                                                                                 | „Humilde Residência”                     | —                 | —                 | 1                 | —                 | —                 | —                 | —                 | —                 | —                 | —                 | —                 |                                                                                  | Na Balada             |
| 2011                                                                                 | „Eu Te Amo e Open Bar”                   | —                 | —                 | 98                | —                 | —                 | —                 | —                 | —                 | —                 | —                 | —                 |                                                                                  | Na Balada             |
| 2012                                                                                 | „Bara Bará Bere Berê”                    | 42                | 45                | —                 | —                 | 48                | —                 | —                 | 60                | —                 | —                 | —                 | FIMI:×1                                                                          | Fără.                 |
| 2012                                                                                 | „É Nóis Fazê Parapapá”                   | —                 | —                 | 100               | —                 | —                 | —                 | —                 | —                 | —                 | —                 | —                 |                                                                                  | Sunset                |
| 2012                                                                                 | „Love Song”                              | 3                 | —                 | —                 | —                 | —                 | —                 | —                 | —                 | —                 | —                 | —                 |                                                                                  | Sunset                |
| 2013                                                                                 | „Amiga da Minha Irmã”                    | 1                 | —                 | —                 | —                 | —                 | —                 | —                 | —                 | —                 | —                 | —                 |                                                                                  | Sunset                |
| 2013                                                                                 | „Levemente Alterado” (cu Brunino & Davi) | —                 | —                 | —                 | —                 | —                 | —                 | —                 | —                 | —                 | —                 | —                 |                                                                                  | Sunset                |
| 2013                                                                                 | „Maria”                                  | —                 | —                 | —                 | —                 | —                 | —                 | —                 | —                 | —                 | —                 | —                 |                                                                                  | Sunset                |
| "—" denotă faptul că piesele nu au fost lansate/nu s-au clasat în respectivele țări. |                                          |                   |                   |                   |                   |                   |                   |                   |                   |                   |                   |                   |                                                                                  |                       |

### Colaborator
| An   | Titlu                                         | Poziția în top | Poziția în top | Poziția în top | Poziția în top | Poziția în top | Album                      |
| An   | Titlu                                         | BRA            | COL            | MEX            | US LATIN       | VEN            | Album                      |
| ---- | --------------------------------------------- | -------------- | -------------- | -------------- | -------------- | -------------- | -------------------------- |
| 2010 | „Alô” (cu Léo & Junior)                       | —              | —              | —              | —              | —              | Fora do Normal - Ao Vivo   |
| 2011 | „Vamo Mexê” (cu Bruninho & Davi)              | 61             | —              | —              | —              | —              | Proibido para Menores      |
| 2011 | "Desce do Salto" (cu Marcos & Belutti)        | 15             | —              | —              | —              | —              | Sem Me Controlar - Ao Vivo |
| 2012 | "Se Quer a Verdade" (cu Dáblio Moreira)       | —              | —              | —              | —              | —              | Se Quer a Verdade          |
| 2012 | "Vai Rolar" (cu Victor & Matheus)             | 24             | —              | —              | —              | —              | Single fără album.         |
| 2012 | „Ciuminho” (cu Kleo Dibah & Rafael)           | —              | —              | —              | —              | —              | Single fără album.         |
| 2013 | „Como Le Gusta a Tu Cuerpo” (cu Carlos Vives) | —              | 1              | 7              | 3              | 1              | Fora do Normal - Ao Vivo   |

### Alte apariții
| An   | Cântec              | Album                                       |
| ---- | ------------------- | ------------------------------------------- |
| 2012 | „Nuvem de Lágrimas” | 40 Anos Chitãozinho & Xororó - Nova Geração |
| 2012 | „Deus me Livre”     | Raça Negra e Amigos                         |

## Coloane sonore
| An   | Titlu                  | Album                 | Nota                                          |
| ---- | ---------------------- | --------------------- | --------------------------------------------- |
| 2010 | „Fugidinha”            | Malhação              | - Coloana sonoră a telenovelei Malhação       |
| 2011 | „Ai Se Eu Te Pego”     | Fina Estampa Nacional | - Coloana sonoră a telenovelei Fina Estampa.  |
| 2012 | „Humilde Residência”   | Avenida Brasil        | - Coloana sonoră a telenovelei Avenida Brasil |
| 2012 | „É Nóis Fazê Parapapá” | Salve Jorge           | - Coloana sonoră a telenovelei Salve Jorge    |

## Videoclipuri
| An   | Titlu                                      | Director                        | Notă                                                           |
| ---- | ------------------------------------------ | ------------------------------- | -------------------------------------------------------------- |
| 2009 | „Ei, Psiu! Beijo Me Liga”                  | Juniorul Jacque                 |                                                                |
| 2009 | „Fugidinha”                                | Juniorul Jacque                 |                                                                |
| 2011 | "Ai Se Eu Te Pego"                         | Fernando Hiro și Junior Jacques |                                                                |
| 2011 | „Vamo Mexê”                                | Fernando Hiro și Junior Jacques | Cel mai bun videoclip dela Melhores do Movimento Country 2011. |
| 2011 | "Eu Te Amo e Open Bar"                     | Fernando Hiro și Junior Jacques |                                                                |
| 2011 | "Humilde Residência"                       | Fernando Hiro și Junior Jacques |                                                                |
| 2011 | „Oh, If I Catch You”                       | Fernando Hiro și Junior Jacques |                                                                |
| 2012 | „É Nóis Fazê Parapapá” (cu Sorriso Maroto) |                                 |                                                                |
| 2012 | „Pra Ser Perfeito”                         |                                 |                                                                |
| 2013 | „Love Song”                                |                                 |                                                                |
| 2013 | „Amiga da Minha Irmã”                      |                                 |                                                                |
| 2013 | „Levemente Alterado” (cu Bruninho & Davi)  |                                 |                                                                |
| 2013 | „Maria”                                    |                                 |                                                                |